# Michael Knoll (RAF-Mitglied)
Michael Knoll (* 1957; † 8. Oktober 1978 in Dortmund) war ein Mitglied der terroristischen Vereinigung Rote Armee Fraktion (RAF) und wird deren zweiter Generation zugerechnet. Er starb an den Folgen eines Schusswechsels mit der Polizei.

## Leben
Am 24. September 1978 wurden Angelika Speitel, Werner Lotze und Knoll von zwei Polizisten bei Schießübungen in einem Wald bei Dortmund-Löttringhausen überrascht. Bei einem Schusswechsel wurde der Polizist Hans-Wilhelm Hansen erschossen. Sein Kollege wurde verletzt. Speitel und Knoll wurden ebenfalls angeschossen und festgenommen. Knoll starb zwei Wochen später an seinen schweren Verletzungen. Lotze konnte entkommen.